# Mediate Souls
Mediate Souls (oder alternativ auch Mediate Soul) ist ein Schweizer Musikproduzenten-Duo aus Aarau.

## Geschichte
Das Duo besteht seit der Gründung im Jahr 2001 aus Toni Falzetta und Christoph Wasser und hat sich auf die Produktion von Hip-Hop-Musik spezialisiert. Neben der Zusammenarbeit mit Schweizer Musikern (unter anderen Gimma, Seven, Baze und Black Tiger) produzierte das Duo auch für die namhaften US-amerikanischen Rapper Afu-Ra, Main Flow und das Gründungsmitglied des Wu-Tang Clans Masta Killa. Zu Masta Killas drittem Studioalbum (Selling My Soul) steuerten sie den Track Soul & Substance bei.